# Chase (cançó)
Chase és el senzill nº12 de la cantant japonesa Kumi Koda, llançat originalment el 28 de juliol del 2004.

## Informació
El senzill va ser llançat després del gran èxit del seu antecessor LOVE & HONEY, i assolí debutar dins del Top 20 d'Oricon dins de la seua primera setmana, venent poc més de 21 mil còpies.
La cançó escrita per Kumi i Kazuhiro Hara presenta un estil una mica americà, similar a cançons de Pop/R&B dels anys noranta, i dins de la cançó també hi ha algunes frases en anglès a part d'en japonès, alguna cosa ja comú dins de les cançons de l'artista. La cançó que acompanya al senzill té més influències exòtiques, combinades amb Hip-Hop, reflectit també per la participació de MEGARYU.
El vídeo musical de la cançó tracta sobre dues històries dins d'una mateixa situació: la primera és d'una minyona bastant entremaliada, que netejant una de les habitacions de l'hotel on treballa, troba una joia, de la qual s'apodera. La segona és d'una sensual dona que està posada en el seu llit durant quasi tot el vídeo, fins que en el final la policia arriba a cercar-la a ella creient que és la lladre, deixant lliure a la real culpable, la minyona, que acaba desapareixent dins d'un ascensor.

## Llista de temes
1. Chase
2. Heat feat. MEGARYU
3. Chase (Instrumental)
4. Heat feat. MEGARYU (Instrumental)

## Rànquing històric
Posició Peak: #18

### Vendes
Estimació de la primera setmana: 11,764
Estimació total: 21,690